# Рудольф Франк
Рудольф Франк (нім. Rudolf Frank; 19 серпня 1920, Карлсруе, Веймарська республіка — 27 квітня 1944, Ейндговен, Райхскомісаріат Нідерланди) — німецький льотчик-ас винищувальної авіації, лейтенант люфтваффе. Кавалер Лицарського хреста Залізного хреста з дубовим листям.

## Біографія
Після закінчення льотної школи зарахований в нічну винищувальну авіацію. Служив в 2-й ескадрильї 3-ї ескадри нічних винищувачів. В ніч на 20 лютого 1944 року збив 5 літаків. Загинув у нічному бою.
Всього за час бойових дій здійснив 183 бойові вильоти та здобув 45 нічних перемог.

## Звання
- Єфрейтор (1941)
- Оберєфрейтор (1942)
- Унтерофіцер (1943)
- Фельдфебель (1944)
- Оберфельдфебель (1944, посмертно)

## Нагороди
- Нагрудний знак планериста кваліфікації B
- Нагрудний знак пілота
- Медаль «За Атлантичний вал»
- Залізний хрест
  - 2-го класу (4 липня 1941)
  - 1-го класу (15 квітня 1942)
- Авіаційна планка далекого нічного винищувача в бронзі (13 серпня 1941)
- Авіаційна планка ближнього нічного винищувача
  - в сріблі (18 червня 1942)
  - в золоті (14 січня 1944)
- Медаль «За зимову кампанію на Сході 1941/42» (1942)
- Медаль «За італо-німецьку кампанію в Африці» (Королівство Італія)
- Почесний Кубок Люфтваффе (9 серпня 1943)
- Німецький хрест в золоті (17 жовтня 1943)
- Лицарський хрест Залізного хреста з дубовим листям
  - лицарський хрест (6 квітня 1944) — за 42 перемоги.
  - дубове листя (№531; 20 липня 1944, посмертно) — за сукупні досягнення під час війни.